# Николай (име)
Вижте пояснителната страница за други значения на Николай.
Николàй или Никòла е мъжко име с гръцки произход от Νικολάος (Nikolaos), съставено от νικάω (nikáo) – побеждавам и λαός (laós) – народ, със значение на „побеждаващ народ“. Името е разпространено поради известността в християнския свят на Николай Чудотворец, наричан още свети Никола. Вариантът „Никола“ се среща често в югоизточните славянски страни. Други форми са Ники, Нико, Колю, Кольо. Женският вариант е Николета, Николина, Никол.
Именият ден е на Никулден – 6 декември.
Към края на 2009 година Николай е четвъртото по разпространеност мъжко име в България, носено от около 92 000 души (2,50% от мъжете). То е и шестото най-често използвано мъжко име за родените през 2007 – 2009 година (2,12%). През 2012 г. името продължава да е на четвърто място по разпространение в България. 

## Исторически личности с името Николай
- Николай Мирликийски
- Николай I
- Николай II
- Николай Гогол
- Николай Римски-Корсаков
- Николай Хайтов

## Исторически личности с името Никола
- Свети Никола
- Никола Богориди
- Капитан дядо Никола
- Никола Мушанов
- Никола Вапцаров
- Никола Михайлов